# Jákob ben Áser
Jákob ben Áser (héberül: יעקב בן אשר), (Köln, 1269 – Toledo, 1343) középkori hispániai zsidó hittudós.

## Élete
Áser ben Jehiél fiaként született. Árbá Túrim (gyakran csak Tur, 'Négy sorozat/rész') című műve édesapja döntvényeinek kivonatából készített, illetve más szerzőktől összeszedett vélemények logikus keretben való szabályos előadása. A műben saját véleményére nem tért ki, filozófiát és tudományt mellőzött. Döntés helyett egyszerűen csak rögzítette a véleményeket, mintegy statisztikus módon. Az Árbá Túrim szolgált alapul később Joszéf Káró Sulchán Áruchjának.
Jákob ben Ásertól egy Tórakommentár is fennmaradt, amelyben sok gondolatot Nahmanidésztől vett át, de ragaszkodik ugyanakkor a pesathoz is. Magasztos hangnemű és emelkedett gondolkodást tükröz a fia részére írott Testamentuma.

## Magyar nyelvű fordítások
Jákob ben Áser teljes életműve mindezideig nem rendelkezik magyar nyelvű fordítással. Kisebb szemelvények jelentek meg műveiből:
- Scheiber Sándor: A feliratoktól a felvilágosodásig – Kétezer év zsidó irodalma (Zsidó irodalomtörténeti olvasmányok), Múlt és Jövő Lap- és Könyvkiadó, Budapest, 1997, ISBN 963 85697 4 3, 201–202. o.